# Zheng Zhuang Gong

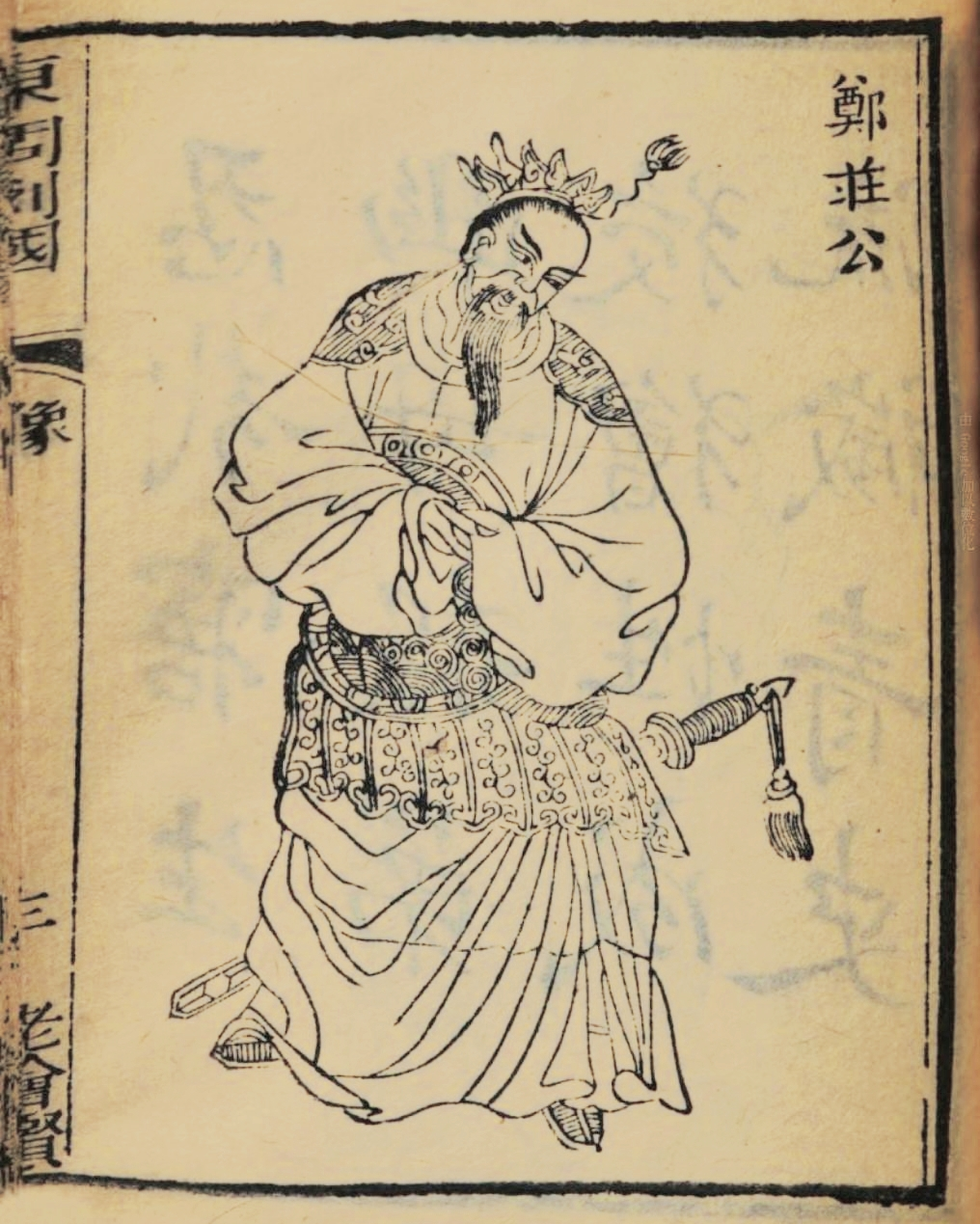
Zheng Zhuang Gong

Zheng Zhuang Gong was derde hertog van de Chinese staat Zheng van 743 tot 701 v.Chr. tijdens de Periode van Lente en Herfst.
Aanvankelijk ondersteunde hertog Zhuang de Chinese Zhou-koningen actief, onder andere door indringers van de barbaarse Rong-stam te verslaan en andere staten tot gehoorzaamheid te dwingen. Zijn invloed was zo groot dat koning Ping na een conflict om een ministersbenoeming, om Zhuang's vertrouwen te herwinnen, zijn zoon als gijzelaar gaf in ruil voor Zhuang's erfopvolger. Dit was volledig in strijd met de toen geldende feodale ethiek. Toen Ping's opvolger koning Huan wederom een ongelukkige ministersbenoeming bewerkstelligde van een edelman uit de staat Guo, plunderde Zhuang het land van de koning. In de daaropvolgende strijd in 707 v.Chr. wist Zhuang het Zhou-koningschap definitief te verzwakken en de leidersrol te verwerven in de interstatelijke gemeenschap waaruit China toen bestond.
Na Zhuang's dood brak een opvolgingsstrijd uit tussen zijn twee zonen.